# Gran Premio di superbike di Vallelunga 2007
Il Gran Premio di superbike di Vallelunga 2007 è stato la dodicesima prova su tredici del campionato mondiale Superbike 2007, disputato il 30 settembre sull'autodromo di Vallelunga, in gara 1 ha visto la vittoria di Max Biaggi davanti a Troy Bayliss e James Toseland, la gara 2 è stata vinta da Troy Bayliss che ha preceduto Max Biaggi e Noriyuki Haga.
La vittoria nella gara valevole per il campionato mondiale Supersport 2007 è stata ottenuta da Kenan Sofuoğlu, mentre la gara della Superstock 1000 FIM Cup viene vinta da Claudio Corti e quella del campionato Europeo della classe Superstock 600 da Roy Ten Napel.
Al termine di questo Gran Premio, Maxime Berger ottiene la certezza del titolo europeo della classe Superstock 600, in quanto, nonostante vi sia ancora da disputare una gara in calendario, non è più raggiungibile da nessun pilota.
Si è trattato della prima volta in cui il campionato mondiale Superbike viene ospitato sulla pista laziale.

## Risultati

### Gara 1

#### Arrivati al traguardo[7]
| Pos. | Nº | Pilota             | Squadra                     | Motocicletta        | Giri | Tempo     | Griglia | Punti |
| ---- | -- | ------------------ | --------------------------- | ------------------- | ---- | --------- | ------- | ----- |
| 1º   | 3  | Max Biaggi         | Alstare Suzuki Corona Extra | Suzuki GSX-R1000 K7 | 24   | 39:24.967 | 4º      | 25    |
| 2º   | 21 | Troy Bayliss       | Ducati Xerox                | Ducati 999 F07      | 24   | +0:05.638 | 1º      | 20    |
| 3º   | 52 | James Toseland     | Hannspree Ten Kate Honda    | Honda CBR1000RR     | 24   | +0:07.452 | 8º      | 16    |
| 4º   | 41 | Noriyuki Haga      | Yamaha Motor Italia         | Yamaha YZF-R1       | 24   | +0:10.079 | 5º      | 13    |
| 5º   | 84 | Michel Fabrizio    | D.F.X. Corse                | Honda CBR1000RR     | 24   | +0:22.257 | 7º      | 11    |
| 6º   | 57 | Lorenzo Lanzi      | Ducati Xerox                | Ducati 999 F07      | 24   | +0:25.662 | 6º      | 10    |
| 7º   | 55 | Régis Laconi       | Kawasaki PSG-1 Corse        | Kawasaki ZX-10R     | 24   | +0:34.811 | 13º     | 9     |
| 8º   | 10 | Fonsi Nieto        | Kawasaki PSG-1 Corse        | Kawasaki ZX-10R     | 24   | +0:38.075 | 16º     | 8     |
| 9º   | 38 | Shin'ichi Nakatomi | Yamaha YZF                  | Yamaha YZF-R1       | 24   | +0:39.070 | 10º     | 7     |
| 10º  | 13 | Vittorio Iannuzzo  | Kawasaki PSG-1 Corse        | Kawasaki ZX-10R     | 24   | +0:47.702 | 15º     | 6     |
| 11º  | 96 | Jakub Smrž         | Caracchi Ducati SC          | Ducati 999 F05      | 24   | +0:47.806 | 14º     | 5     |
| 12º  | 20 | Marco Borciani     | Team Sterilgarda            | Ducati 999 F06      | 24   | +0:53.488 | 11º     | 4     |
| 13º  | 31 | Karl Muggeridge    | Alto Evolution Honda        | Honda CBR1000RR     | 24   | +0:54.509 | 17º     | 3     |
| 14º  | 99 | Steve Martin       | Celani Team Suzuki Italia   | Suzuki GSX-R1000 K6 | 24   | +1:01.967 | 22º     | 2     |
| 15º  | 32 | Yoann Tiberio      | Alto Evolution Honda        | Honda CBR1000RR     | 24   | +1:08.291 | 18º     | 1     |
| 16º  | 22 | Luca Morelli       | D.F.X. Corse                | Honda CBR1000RR     | 24   | +1:08.517 | 21º     |       |
| 17º  | 42 | Dean Ellison       | Team Pedercini              | Ducati 999RS        | 23   | +1 giro   | 23º     |       |

#### Ritirati
| Nº  | Pilota          | Squadra                  | Motocicletta        | Giri | Griglia |
| --- | --------------- | ------------------------ | ------------------- | ---- | ------- |
| 111 | Rubén Xaus      | Team Sterilgarda         | Ducati 999 F06      | 9    | 3º      |
| 117 | Norino Brignola | Team Guandalini          | Ducati 999 F05      | 3    | 19º     |
| 76  | Max Neukirchner | Suzuki Germany           | Suzuki GSX-R1000 K6 | 0    | 12º     |
| 11  | Troy Corser     | Yamaha Motor Italia      | Yamaha YZF-R1       | 0    | 2º      |
| 44  | Roberto Rolfo   | Hannspree Ten Kate Honda | Honda CBR1000RR     | 0    | 9º      |

### Gara 2

#### Arrivati al traguardo[8]
| Pos. | Nº  | Pilota             | Squadra                     | Motocicletta        | Giri | Tempo     | Griglia | Punti |
| ---- | --- | ------------------ | --------------------------- | ------------------- | ---- | --------- | ------- | ----- |
| 1º   | 21  | Troy Bayliss       | Ducati Xerox                | Ducati 999 F07      | 24   | 39:30.861 | 1º      | 25    |
| 2º   | 3   | Max Biaggi         | Alstare Suzuki Corona Extra | Suzuki GSX-R1000 K7 | 24   | +0:01.431 | 4º      | 20    |
| 3º   | 41  | Noriyuki Haga      | Yamaha Motor Italia         | Yamaha YZF-R1       | 24   | +0:04.466 | 5º      | 16    |
| 4º   | 11  | Troy Corser        | Yamaha Motor Italia         | Yamaha YZF-R1       | 24   | +0:13.766 | 2º      | 13    |
| 5º   | 44  | Roberto Rolfo      | Hannspree Ten Kate Honda    | Honda CBR1000RR     | 24   | +0:20.848 | 9º      | 11    |
| 6º   | 111 | Rubén Xaus         | Team Sterilgarda            | Ducati 999 F06      | 24   | +0:21.930 | 3º      | 10    |
| 7º   | 57  | Lorenzo Lanzi      | Ducati Xerox                | Ducati 999 F07      | 24   | +0:29.847 | 6º      | 9     |
| 8º   | 10  | Fonsi Nieto        | Kawasaki PSG-1 Corse        | Kawasaki ZX-10R     | 24   | +0:29.986 | 16º     | 8     |
| 9º   | 38  | Shin'ichi Nakatomi | Yamaha YZF                  | Yamaha YZF-R1       | 24   | +0:40.126 | 10º     | 7     |
| 10º  | 76  | Max Neukirchner    | Suzuki Germany              | Suzuki GSX-R1000 K6 | 24   | +0:40.733 | 12º     | 6     |
| 11º  | 52  | James Toseland     | Hannspree Ten Kate Honda    | Honda CBR1000RR     | 24   | +0:42.544 | 8º      | 5     |
| 12º  | 13  | Vittorio Iannuzzo  | Kawasaki PSG-1 Corse        | Kawasaki ZX-10R     | 24   | +0:54.504 | 15º     | 4     |
| 13º  | 31  | Karl Muggeridge    | Alto Evolution Honda        | Honda CBR1000RR     | 24   | +0:55.024 | 17º     | 3     |
| 14º  | 99  | Steve Martin       | Celani Team Suzuki Italia   | Suzuki GSX-R1000 K6 | 24   | +0:55.304 | 22º     | 2     |
| 15º  | 32  | Yoann Tiberio      | Alto Evolution Honda        | Honda CBR1000RR     | 24   | +0:59.781 | 18º     | 1     |
| 16º  | 117 | Norino Brignola    | Team Guandalini             | Ducati 999 F05      | 24   | +1:00.609 | 19º     |       |
| 17º  | 22  | Luca Morelli       | D.F.X. Corse                | Honda CBR1000RR     | 24   | +1:06.922 | 21º     |       |
| 18º  | 20  | Marco Borciani     | Team Sterilgarda            | Ducati 999 F06      | 24   | +1:18.228 | 11º     |       |
| 19º  | 42  | Dean Ellison       | Team Pedercini              | Ducati 999RS        | 23   | +1 giro   | 23º     |       |

#### Ritirati
| Nº | Pilota          | Squadra              | Motocicletta    | Giri | Griglia |
| -- | --------------- | -------------------- | --------------- | ---- | ------- |
| 55 | Régis Laconi    | Kawasaki PSG-1 Corse | Kawasaki ZX-10R | 12   | 13º     |
| 84 | Michel Fabrizio | D.F.X. Corse         | Honda CBR1000RR | 8    | 7º      |
| 96 | Jakub Smrž      | Caracchi Ducati SC   | Ducati 999 F05  | 1    | 14º     |

### Supersport

#### Arrivati al traguardo
| Pos. | Nº  | Pilota                | Squadra                      | Motocicletta    | Giri | Tempo     | Griglia | Punti |
| ---- | --- | --------------------- | ---------------------------- | --------------- | ---- | --------- | ------- | ----- |
| 1º   | 54  | Kenan Sofuoğlu        | Hannspree Ten Kate Honda     | Honda CBR600RR  | 17   | 28'42.956 | 3º      | 25    |
| 2º   | 18  | Craig Jones           | Revè Ekerold Honda Racing    | Honda CBR600RR  | 17   | +0.181    | 1º      | 20    |
| 3º   | 26  | Joan Lascorz          | Glaner Motocard.com          | Honda CBR600RR  | 17   | +5.822    | 6º      | 16    |
| 4º   | 23  | Broc Parkes           | Yamaha World SSP Racing      | Yamaha YZF-R6   | 17   | +7.063    | 5º      | 13    |
| 5º   | 45  | Gianluca Vizziello    | RG Team                      | Yamaha YZF-R6   | 17   | +15.412   | 4º      | 11    |
| 6º   | 81  | Matthieu Lagrive      | Intermoto Czech              | Honda CBR600RR  | 17   | +17.246   | 18º     | 10    |
| 7º   | 111 | Arne Tode             | Stiggy Motorsport Honda      | Honda CBR600RR  | 17   | +18.062   | 9º      | 9     |
| 8º   | 116 | Simone Sanna          | Racing Team Parkalgar        | Honda CBR600RR  | 17   | +18.565   | 26º     | 8     |
| 9º   | 16  | Sébastien Charpentier | Hannspree Ten Kate Honda     | Honda CBR600RR  | 17   | +20.676   | 2º      | 7     |
| 10º  | 21  | Katsuaki Fujiwara     | Althea Honda                 | Honda CBR600RR  | 17   | +20.909   | 14º     | 6     |
| 11º  | 181 | Graeme Gowland        | Benjan Motoren               | Honda CBR600RR  | 17   | +24.514   | 23º     | 5     |
| 12º  | 31  | Vesa Kallio           | Pioneer Hoegee Suzuki Racing | Suzuki GSX-R600 | 17   | +25.772   | 16º     | 4     |
| 13º  | 194 | Sébastien Gimbert     | Yamaha - GMT 94              | Yamaha YZF-R6   | 17   | +26.529   | 13º     | 3     |
| 14º  | 9   | Fabien Foret          | Gil Motor Sport              | Kawasaki ZX-6R  | 17   | +26.643   | 19º     | 2     |
| 15º  | 94  | David Checa           | Yamaha - GMT 94              | Yamaha YZF-R6   | 17   | +26.999   | 17º     | 1     |
| 16º  | 33  | Stefan Nebel          | Lightspeed Kawasaki Supp.    | Kawasaki ZX-6R  | 17   | +37.511   | 24º     |       |
| 17º  | 51  | Alessio Corradi       | Extreme Rider                | Ducati 749R     | 17   | +38.400   | 32º     |       |
| 18º  | 35  | Gilles Boccolini      | PMS Kawasaki Supported       | Kawasaki ZX-6R  | 17   | +38.789   | 29º     |       |
| 19º  | 60  | Vladimir Ivanov       | Vector Racing                | Yamaha YZF-R6   | 17   | +39.765   | 28º     |       |
| 20º  | 10  | Arturo Tizón          | Yamaha Spain                 | Yamaha YZF-R6   | 17   | +43.005   | 30º     |       |
| 21º  | 79  | Michal Filla          | Intermoto Czech              | Honda CBR600RR  | 17   | +1'06.416 | 33º     |       |

#### Ritirati
| Nº  | Pilota           | Squadra                      | Motocicletta    | Giri | Griglia |
| --- | ---------------- | ---------------------------- | --------------- | ---- | ------- |
| 12  | Javier Forés     | HP Racing                    | Honda CBR600RR  | 16   | 15º     |
| 4   | Lorenzo Alfonsi  | Althea Honda                 | Honda CBR600RR  | 16   | 11º     |
| 38  | Grégory Leblanc  | Vazy Racing                  | Honda CBR600RR  | 16   | 20º     |
| 112 | Stefano Cruciani | CRS Grand Prix               | Honda CBR600RR  | 15   | 25º     |
| 7   | Pere Riba        | Gil Motor Sport              | Kawasaki ZX-6R  | 9    | 22º     |
| 125 | Joshua Brookes   | Stiggy Motorsport Honda      | Honda CBR600RR  | 8    | 7º      |
| 77  | Barry Veneman    | Pioneer Hoegee Suzuki Racing | Suzuki GSX-R600 | 8    | 21º     |
| 17  | Miguel Praia     | Racing Team Parkalgar        | Honda CBR600RR  | 7    | 27º     |
| 169 | Julien Enjolras  | Tati Team Beaujolais Racing  | Yamaha YZF-R6   | 6    | 34º     |
| 44  | David Salom      | Yamaha Spain                 | Yamaha YZF-R6   | 5    | 8º      |
| 55  | Massimo Roccoli  | Yamaha Lorenzini by Leoni    | Yamaha YZF-R6   | 4    | 10º     |
| 6   | Tommy Hill       | Yamaha World SSP Racing      | Yamaha YZF-R6   | 0    | 12º     |

### Superstock 1000

#### Arrivati al traguardo
| Pos. | Nº  | Pilota               | Squadra                     | Motocicletta        | Giri | Tempo     | Griglia | Punti |
| ---- | --- | -------------------- | --------------------------- | ------------------- | ---- | --------- | ------- | ----- |
| 1º   | 71  | Claudio Corti        | Yamaha Team Italia          | Yamaha YZF-R1       | 13   | 22'08.540 | 2º      | 25    |
| 2º   | 59  | Niccolò Canepa       | Ducati Xerox Junior         | Ducati 1098S        | 13   | +0.817    | 1º      | 20    |
| 3º   | 86  | Ayrton Badovini      | Biassono Racing             | MV Agusta F4 312 R  | 13   | +2.884    | 7º      | 16    |
| 4º   | 155 | Brendan Roberts      | Ducati Xerox Junior         | Ducati 1098S        | 13   | +4.678    | 6º      | 13    |
| 5º   | 19  | Xavier Siméon        | Alstare Suzuki Corona Extra | Suzuki GSX-R1000 K6 | 13   | +7.058    | 3º      | 11    |
| 6º   | 15  | Matteo Baiocco       | Umbria Bike                 | Yamaha YZF-R1       | 13   | +8.232    | 9º      | 10    |
| 7º   | 57  | Ilario Dionisi       | Cruciani Moto Suzuki Italia | Suzuki GSX-R1000 K7 | 13   | +8.502    | 4º      | 9     |
| 8º   | 51  | Michele Pirro        | Yamaha Team Italia          | Yamaha YZF-R1       | 13   | +13.352   | 8º      | 8     |
| 9º   | 78  | Freddy Foray         | Zone Rouge                  | Yamaha YZF-R1       | 13   | +14.351   | 12º     | 7     |
| 10º  | 44  | René Mähr            | Vd Heyden Motors Yamaha     | Yamaha YZF-R1       | 13   | +15.598   | 11º     | 6     |
| 11º  | 83  | Didier Van Keymeulen | TTSL-MGM Racing             | Yamaha YZF-R1       | 13   | +15.884   | 10º     | 5     |
| 12º  | 66  | Luca Verdini         | RCGM                        | Yamaha YZF-R1       | 13   | +22.010   | 16º     | 4     |
| 13º  | 56  | Daniel Sutter        | Peko Racing                 | Yamaha YZF-R1       | 13   | +23.933   | 22º     | 3     |
| 14º  | 25  | Dario Giuseppetti    | MGM Racing Performance      | Yamaha YZF-R1       | 13   | +24.169   | 18º     | 2     |
| 15º  | 34  | Balázs Németh        | Full-Gas Racing             | Suzuki GSX-R1000 K6 | 13   | +27.124   | 21º     | 1     |
| 16º  | 33  | Marko Rohtlaan       | Azione Corse                | Honda CBR1000RR     | 13   | +27.219   | 23º     |       |
| 17º  | 82  | Giacomo Romanelli    | RD Motoracing               | Ducati 1098S        | 13   | +28.153   | 17º     |       |
| 18º  | 72  | Adam Jenkinson       | Racing Dirk Van Mol         | Suzuki GSX-R1000 K7 | 13   | +34.115   | 19º     |       |
| 19º  | 88  | Timo Gieseler        | MGM Racing Performance      | Yamaha YZF-R1       | 13   | +39.395   | 27º     |       |
| 20º  | 38  | Manuel Hernández     | DBR Racing                  | Yamaha YZF-R1       | 13   | +39.870   | 24º     |       |
| 21º  | 16  | Raymond Schouten     | Vd Heyden Motors Yamaha     | Yamaha YZF-R1       | 13   | +41.252   | 15º     |       |
| 22º  | 18  | Matt Bond            | Mist Suzuki                 | Suzuki GSX-R1000 K6 | 13   | +41.672   | 31º     |       |
| 23º  | 13  | Viktor Kispataki     | Full-Gas Racing             | Suzuki GSX-R1000 K6 | 13   | +46.049   | 33º     |       |
| 24º  | 10  | Franck Millet        | Biassono Racing             | MV Agusta F4 312 R  | 13   | +48.936   | 34º     |       |
| 25º  | 24  | Marko Jerman         | DBR Racing                  | Yamaha YZF-R1       | 13   | +51.793   | 36º     |       |
| 26º  | 21  | Wim van den Broeck   | Zone Rouge                  | Yamaha YZF-R1       | 13   | +55.286   | 37º     |       |
| 27º  | 3   | Mark Aitchison       | Celani Team Suzuki Italia   | Suzuki GSX-R1000 K6 | 13   | +1'00.043 | 5º      |       |

#### Ritirati
| Nº  | Pilota             | Squadra                   | Motocicletta        | Giri | Griglia |
| --- | ------------------ | ------------------------- | ------------------- | ---- | ------- |
| 75  | Luka Nedog         | Ducati SC Caracchi        | Ducati 1098S        | 11   | 29º     |
| 32  | Sheridan Morais    | Team Pedercini            | Ducati 1098S        | 9    | 20º     |
| 96  | Matěj Smrž         | MS Racing                 | Honda CBR1000RR     | 9    | 14º     |
| 37  | Raffaele Filice    | Celani Team Suzuki Italia | Suzuki GSX-R1000 K6 | 8    | 32º     |
| 134 | Greg Gildenhuys    | Team Pedercini            | Ducati 1098S        | 6    | 30º     |
| 5   | Bram Appelo        | EAB Ten Kate Honda        | Honda CBR1000RR     | 6    | 35º     |
| 58  | Robert Gianfardoni | RG Team                   | Yamaha YZF-R1       | 4    | 39º     |
| 99  | Danilo Dell'Omo    | UnionBike Gimotorsport    | MV Agusta F4 312 R  | 2    | 13º     |
| 77  | Barry Burrell      | MS Racing                 | Honda CBR1000RR     | 2    | 25º     |
| 11  | Denis Sacchetti    | UnionBike Gimotorsport    | MV Agusta F4 312 R  | 2    | 28º     |
| 14  | Lorenzo Baroni     | Team Sterilgarda          | Ducati 1098S        | 2    | 26º     |
| 29  | Niccolò Rosso      | EVR Corse                 | MV Agusta F4 312 R  | 1    | 38º     |

### Superstock 600

#### Arrivati al traguardo
| Pos. | Nº  | Pilota               | Squadra                       | Motocicletta    | Giri | Tempo     | Griglia | Punti |
| ---- | --- | -------------------- | ----------------------------- | --------------- | ---- | --------- | ------- | ----- |
| 1º   | 99  | Roy Ten Napel        | MQP Racing                    | Yamaha YZF-R6   | 10   | 17'20.455 | 2º      | 25    |
| 2º   | 8   | Andrea Antonelli     | Italia Megabike AX 52         | Honda CBR600RR  | 10   | +0.879    | 6º      | 20    |
| 3º   | 21  | Maxime Berger        | Team Trasimeno                | Yamaha YZF-R6   | 10   | +1.627    | 1º      | 16    |
| 4º   | 24  | Daniele Beretta      | Cruciani Moto Suzuki Italia   | Suzuki GSX-600R | 10   | +4.889    | 5º      | 13    |
| 5º   | 119 | Michele Magnoni      | Bevilacqua Corse              | Yamaha YZF-R6   | 10   | +4.995    | 10º     | 11    |
| 6º   | 29  | Marco Bussolotti     | MRC Team                      | Yamaha YZF-R6   | 10   | +5.065    | 4º      | 10    |
| 7º   | 20  | Sylvain Barrier      | Coutelle Junior               | Yamaha YZF-R6   | 10   | +12.362   | 13º     | 9     |
| 8º   | 32  | Danilo Petrucci      | Imperiale Moto                | Yamaha YZF-R6   | 10   | +12.677   | 7º      | 8     |
| 9º   | 199 | Gregg Black          | Capaul Black Racing           | Yamaha YZF-R6   | 10   | +13.041   | 8º      | 7     |
| 10º  | 55  | Vincent Lonbois      | MTM Racing                    | Suzuki GSX-600R | 10   | +13.243   | 15º     | 6     |
| 11º  | 30  | Michaël Savary       | Millet Yamaha                 | Yamaha YZF-R6   | 10   | +13.760   | 19º     | 5     |
| 12º  | 4   | Mathieu Gines        | Peko Racing                   | Yamaha YZF-R6   | 10   | +13.791   | 11º     | 4     |
| 13º  | 111 | Michal Sembera       | EAB Ten Kate Honda            | Honda CBR600RR  | 10   | +16.821   | 12º     | 3     |
| 14º  | 51  | Nico Morelli         | Scuderia HF                   | Yamaha YZF-R6   | 10   | +17.087   | 18º     | 2     |
| 15º  | 81  | Patrik Vostarek      | Intermoto Czech Klaffi        | Honda CBR600RR  | 10   | +18.205   | 21º     | 1     |
| 16º  | 69  | Ondřej Ježek         | Gold Fren Team Erinac         | Kawasaki ZX-6RR | 10   | +19.713   | 14º     |       |
| 17º  | 28  | Yannick Guerra       | Holiday Gym SBK               | Yamaha YZF-R6   | 10   | +19.973   | 17º     |       |
| 18º  | 43  | Daniele Rossi        | Rumi Azione Corse             | Honda CBR600RR  | 10   | +20.297   | 9º      |       |
| 19º  | 7   | Renato Costantini    | Italia Megabike AX 52         | Honda CBR600RR  | 10   | +25.607   | 16º     |       |
| 20º  | 22  | Gabriele Poma        | Team Trasimeno                | Yamaha YZF-R6   | 10   | +26.863   | 24º     |       |
| 21º  | 112 | Josep Pedró Subirats | Yamaha Spain                  | Yamaha YZF-R6   | 10   | +27.120   | 23º     |       |
| 22º  | 47  | Eddi La Marra        | Team Lorini                   | Honda CBR600RR  | 10   | +28.002   | 20º     |       |
| 23º  | 48  | Vladimir Leonov      | Vector Racing Yamaha          | Yamaha YZF-R6   | 10   | +29.615   | 28º     |       |
| 24º  | 44  | Gino Rea             | Beowulf Racing.com            | Suzuki GSX-600R | 10   | +30.699   | 26º     |       |
| 25º  | 34  | Jay Dunn             | Rumi Azione Corse             | Honda CBR600RR  | 10   | +31.426   | 25º     |       |
| 26º  | 18  | Stefan Kerschbaumer  | Racing Team - Figaro.AT       | Honda CBR600RR  | 10   | +31.694   | 22º     |       |
| 27º  | 57  | Kenny Tirsgaard      | TKR Suzuki Switzerland        | Suzuki GSX-600R | 10   | +35.655   | 27º     |       |
| 28º  | 10  | Leon Hunt            | CRS Grand Prix                | Honda CBR600RR  | 10   | +43.659   | 29º     |       |
| 29º  | 114 | Nicolas Pirot        | Zone Rouge                    | Yamaha YZF-R6   | 10   | +55.527   | 30º     |       |
| 30º  | 25  | Ryan Taylor          | Lightspeed-Kawasaki Supported | Kawasaki ZX-6RR | 10   | +1'22.608 | 32º     |       |

#### Ritirati
| Nº | Pilota             | Squadra    | Motocicletta    | Giri | Griglia |
| -- | ------------------ | ---------- | --------------- | ---- | ------- |
| 66 | Branko Srdanov     | MQP Racing | Yamaha YZF-R6   | 8    | 33º     |
| 37 | Giuliano Gregorini | M2 Racing  | Yamaha YZF-R6   | 6    | 3º      |
| 12 | Andrea Boscoscuro  | O SIX      | Kawasaki ZX-6RR | 1    | 31º     |